# Großsteingrab Krampas
Das Großsteingrab Krampas (in der Literatur meist unter der Schreibweise Großsteingrab Crampas geführt) war eine megalithische Grabanlage der jungsteinzeitlichen Trichterbecherkultur bei Krampas, einem Stadtteil von Sassnitz im Landkreis Vorpommern-Rügen (Mecklenburg-Vorpommern). Es wurde vermutlich im 19. Jahrhundert zerstört.

## Forschungsgeschichte
Die Existenz des Grabes wurde in den 1820er Jahren durch Friedrich von Hagenow erfasst und seine Lage auf der 1829 erschienenen Special Charte der Insel Rügen vermerkt. Von Hagenows handschriftliche Notizen, die den Gesamtbestand der Großsteingräber auf Rügen und in Neuvorpommern erfassen sollten, wurden 1904 von Rudolf Baier veröffentlicht. Die Anlage bei Krampas wurde dabei nur listenartig aufgenommen.

## Lage
Das Grab befand sich nach von Hagenows Karte westlich von Krampas, etwas westlich der Gabelung der alten Wege nach Lancken und Mukran. Der Standort ist heute überbaut. Er befand sich irgendwo im Umfeld der Kreuzung von Stralsunder Straße/Hauptstraße und Bahnhofstraße.

## Beschreibung
Laut Kartensignatur könnte die Anlage ost-westlich orientiert gewesen sein. Nach von Hagenows Liste handelte es sich um einen Großdolmen ohne steinerne Umfassung. Zu den Maßen liegen keine Angaben vor.